# Енглеска
Енглеска (енгл. England) највећа је конститутивна држава Уједињеног Краљевства. Обухвата централни и јужни део острва Велика Британија. Простире се на површини од 130.395 2 између Шкотске на северу, Велса на западу, Ирског мора на северозападу и Келтског мора на југозападу. Од континенталног дела Европе, ком се на крајњем југоистоку приближила на 32 km, одвојена је на истоку Северним морем и каналом Ламаншем. Са остатком Европе, Енглеска је повезана подводним тунелом који иде испод Ламанша. Енглеској поред територије на главном острву припада још око стотињак мањих острва углавном уз обалу, од којих су површином највећа острво Вајт и архипелаг Сили.
Рељефом Енглеске у јужним и централним деловима доминирају побрђа и низије, док нешто вишим северним деловима доминирају Пенинске планине. Према резултатима пописа из 2011. у Енглеској живи нешто преко 53 милиона становника што чини 84% целокупне популације Уједињеног Краљевства. Највећа концентрација становништва је око главног града Лондона који је уједно и престоница Уједињеног Краљевства. Лондон је главним градом Енглеске постао давне 1066. године када је престоница измештена из Винчестера.
Име државе потиче од германског племена Англи који су заједно са другим германским племенима населили британска острва током 5. и 6. века. Иако трагови насеља сежу још у камено доба, прва уједињена енглеска држава формирана је у 10. веку а њен утицај и моћ нагло су порасли за веме Великих географских открића у 15. веку. Индустријска револуција која је захватила Енглеску током 18. века у потпуности је изменила Енглеску, а доцније и светску привредну и политичку сцену.

## Порекло имена
Најстарија веза ка модерном топониму Енглеска веже се за Тацитову Германију из 1. века у којој су описана сва германска племена која су насељавала подручје северно од граница Римског царства. Иако се латински термин Anglii који се помиње у делу није односио директно на географско подручје данашње Енглеске, већ на германско племе Англи који су у Тацитово време насељавали подручје полуострва Ангелн у Килском заливу Балтичког мора у најужој је вези са савременом топонијом Енглеске. Англи су током 5. и 6. века напустили своју прадомовину и заједно са другим германским народима (Саси, Фризи, Јити) населили се на јужном делу острва Велике Британије. Међутим прилично је нејасно порекло и самог имена племена Англи и претпоставља се да је оно у вези са обликом полуострва на ком су живели у прадомовини које је угласто или ангуларно (лат. angularibus). Остаје нејасно зашто је име једног од најмањих (и по популацији и по значају) германских племена која су населили Британију послужило као основа за садашњи назив земље. Верује се да су старији досељеници Брити све германске придошлице називали јединственим именом Англо-Саси а да се временом изгубио други део именице и задржао се само термин Англи односно Англија. Важно помена је и да су Саси који су доминирали подручјем данашње Шкотске, територију данашње Енглеске означавали именом Сасун (гел. Sasunn).
Садашње име вероватно потиче од староенглеске именице Englaland која се конкретно односила на земљу Англа. Првобитни облик Englaland први пут се помиње 897. године за описивање крајњег југа Велике Британије насељен Англима, а садашњи облик први пут се спомиње 1538. (према Оксфордском речнику енглеског језика).
За Енглеску, али и за целу Велику Британију често се користи алтернативни назив Албион а најстарији помен овог имена налази се у једном од Аристотелових списа из 4. века пре нове ере. Аристотел је записао: Далеко иза Херкулових стубова налази се океан који окружује свет и у њему се налазе два велика острва звана Британијом. То су Албион и Иерне. Именица Албион (грч. Ἀλβίων) односно латински Insula Albionum потиче од латинске речи алба (лат. albus) која значи бело. Наиме једини део Британије видљив са континенталног дела Европе су клифови код града Довера које су изразито беле боје (Бели клифови Довера). Термин Албион данас се односи на Енглеску обично у пренесеном значењу као што је Горди Албион који се односи на фудбалску репрезентацију Енглеске. У бројним легендама о митском краљу Артуру подручје данашње источне Енглеске означавано је именом Лојгрија (вел. Loegria) које вуче порекло из велшког термина Лојгр (енгл. Lloegr).

## Географија
Енглеска обухвата јужни део острва Велике Британије, на северу граничи са Шкотском, а на западу са Велсом и Ирским морем. На истоку граничи са Северним морем, а на југу Енглеска лежи на Ламаншу (Енглески канал).

## Историја

### Праисторија и стари век
Приближно између 10.000. п. н. е. и 6.000. п. н. е., завршетком леденог доба, дошло је на подручју Британских острва до отопљавања климе па је тако потопљена и превлака која је преко Сјеверног мора спајала Енглеску са континентом. Топлија клима довела је до појаве већег броја биљака и животиња, па тако и до првих ловаца скупљача, а након њих и првих ратара. Први докази кориштења плуга на подручју Енглеске појавили су се 3.500. п. н. е. Услијед развоја пољопривреде дошло је и до повећања броја становништва па се у већој мјери појављују и докази о присутности људи на подручју Енглеске. Ти докази појављују се у облику ритуалних споменика, погребних комора, камених низова и кругова. Ти објекти постајали су с временом све сложенији и указују да је познавање астрономије играло веома важну улогу, иако вјерски обичаји тадашњих људи и нису сасвим познати. Најпознатији споменици тог времена у Енглеској су ритуална средишта у Ејвеберију и Стоунхеџу.
Енглеска је у то доба била изложена притиску Келта, културе која се око 800. п. н. е. појавила у јужној Њемачкој, а затим се проширила добрим дијелом Европе, па тако и Енглеском. Разлози ширења келтске културе на Енглеску нису још потпуно јасни, а могли би бити условљени досељавањем нових становника али и трговином. У то доба услијед обраде метала дошло је до снажног развоја пољопривреде, трговине, ковања новца те првих зачетака градова и племенских „држава“.
Након што је освојио Галију Гај Јулије Цезар закључивши је да је нужно спријечити потпору коју Келтима у Галији пружају Келти са подручја Британије, а вероватно и због жеље за славом и плијеном, те потреба да запосли своје легије, покренуо је године 55. п. н. е. и 54. п. н. е. поход на јужну Енглеску, али је наишао на неочекивано снажан отпор и олује. Због тога се Цезар без много размишљања вратио у Галију.
Његови насљедници развили су трговачке везе са становницима Енглеске, али покрета војске није било до 43. године, када је напад повео цар Клаудије како би стекао нужан војни углед али и зато што су римски штићеници у јужној Енглеској изгубили контролу. Најпознатије племе које је пружало отпор били су Катувелауни, које је предводио Каратака. Касније, устанак који је предводила Будика, краљица Ицена, се завршио Будикиним самоубиством након пораза код Ватлинг Стрита. Током наредних стољећа, све до почетка 5. века Римљани су, постепено покоривши затечене народе, знатно утјецали на развој Енглеске, како у господарском тако и у културном смислу. Римљани су развили урбани систем повезан путевима, те изградили романизиране посједе и виле. Градови попут Лондона (Лондинијума), Линколна (Линдума) и Јорка (Еборакума) били су средишта власти, потрошње и римске културе. Изван градова Енглеска се није романизовала у мјери у којој су то учиниле друге провинције. Да би одбранио погранично подручје Енглеске од инвазије са сјевера цар Хадријан је 122. године дуж линије између ријеке Тајн (река) и залива Солвеј изградио је зид назван по њему Хадријанов зид.
Као и други дијелови Римског царства и Британија је долазила под све снажније ударе надирућих "варварских народа“: Пикта из Шкотске, те Англа, Јита и Саса из Њемачке и Данске. Године 367. извршили су успјешну инвазију која је довела до големих разарања. Римску власт поновно је успоставио цар Теодосије, но ти напади довели су до слабљења трговине и стагнације градова, те је почетком 5. века, за вријеме власти римског цара Хонорија, римска Британија потпала под власт „варварских народа“.

### Средњи век
Раздобље након продора „варварских народа“ углавном је слабо познато и мало је извора, осим дијелом археолошких који шкрто говоре о раздобљу од неколико векова (од 5. до 7. века). Може се рећи да су нападачи наишли на прилично жилав отпор домицилног становништва али постепено су, нарочито током 6. века, Англи и Саси на подручју Енглеске успоставили своја краљевства. Неки археолошки докази, као нпр. краљевска гробница код Сатон Хуа, говоре, према нађеним украсима, да су новоуспостављена краљевства одржавала одређене културне и трговачке везе са континентом и нису потпуно прекинуле културни континуитет са римским периодом.
Хришћанство се у Енглеској почело ширити релативно брзо након што су нови народи успоставили своја краљества. Први покушај је био када је папа Гргур Велики године 597. упутио мисију у Кентербери, главни град Кента, но прави искорак учинила је ирска Црква која је кроз одређено вријеме мисионарским радом хришћанство проширила, преко Шкотске на Енглеску. Године 664. на црквеном сабору у Витбију припремљен је терен за организацију енглеске Цркве, те је папа именовао Теодора из Тарсуса првим надбискупом Кентерберија.
У периоду до 9. века бројна мала краљевства, након бројних мањих или већих ратова спојила су се у три велика краљевства под називима: Нортамбрија, Мерша и Весекс.
Током ових немирних времена подручје Енглеске морало је претпрјети још један талас „варварских“ напада и то од стране Викинга (Данаца, Норвежана и Швеђана). Први дански бродови примијећени су у енглеским водама године 789., док су Норвежани 794. брутално опљачкали манастир Линдисфарн, важно вјерско средиште Нортамбрије. Од средине 9. века Данци су појачали притисак на подручју јужне и источне Енглеске, те су све више долазили како би освојили и остали, а мање пљачкали. Притисак Данаца је био незаустављив све до године 878. када их је поразио краљ Алфред Велики у бици код Едингтона. Под Алфредом Великим краљевство Весекс је веома ојачало и поступно прерасло у Енглеску, те се може рећи да је Алфред Велики први енглески краљ.
Алфредови насљедници Едвард I Старији и Етелстан Сјајни својим су способним вођењем ратова потпуно поразили Данце на цијелом подручју Енглеске те и формално ујединили бивша краљевства у Краљевство Енглеску. Учвршћен је и проширен систем грофовија, које су биле подијељене у округе одговорне за одржавање реда и закона. Систем званичника: заповједника, шерифа, вијећника и судија повезивао је владара и локалне заједнице. Чврсто је устројен и систем разрезивања пореза и војне обвезе.
Од године 980. до 1016. поновно су се интензивирали напади Данаца који су сада били организована војска уређеног краљевства при чему је Енглеска остала подијељена између Кнута Великог и Едмунда III. Након Едмундове смрти Енглеска је потпала под власт данског краља Кнута Великог. То раздобље превласти Данаца потрајало је до повратка краљевске лозе Весекс на челу са Едвардом III Исповједником године 1042.
Мирно раздобље потрајало је до смрти краља Едварда III Исповједника године 1066. Како Едвард није имао дјеце на енглески пријесто претендовали су Виљем, војвода нормандијски и син тада највећег енглеског великаша грофа Годвина од Весекса, Харолд. Краљевско вијеће изабрало је Харолда под именом Харолд II. Војвода нормандијски Виљем није се с тиме мирио, будући да је тврдио да је краљ Едвард баш њему обећао енглеску круну, па је прикупио војску те извршио инвазију Енглеске, поразио и убио Харолда II у бици код Хејстингса. Овај догађај изазвао је корјените и свеобухватне промјене у енглеском друштву и владајућој елити. Виљем Освајач провео је свеопшту норманизацију Цркве и земље. Ускратио је Англосасима могућност избора црквених поглавара, доводио из страних земаља, те је одузео земљу свим земљопосједницима Англосасима и додијелио их норманској елити складно ратним заслугама. Увео је француски језик као службени. Заслужан је за стварање свеобухватног имовинског катастра све имовине у Енглеској. Владавина Нормана значила је јачање феудализма, успон градске трговине и ширење француског језика и културе. Свијет норманске Енглеске нестао је након деведесетак година, 1154. године, у грађанском рату за вријеме владавине краља Стефана.
Ново раздобље у историји Енглеске почиње доласком на пријесто Хенрија II из династије Анжу-Плантагенет. У раздобљу 12. и 13. века дошло је до појачаног развоја пољопривреде и трговине. Развијају се многе дјелатности које утичу на развој новчарства што доводи и до промјена у структури друштва. Јачају градови који се изван зидина и опкопа шире у околину. Док је феудална, норманска Енглеска била заснована на земљи, ова нова друштвена и господарска структура Енглеске у настајању бива заснована на новцу, па су се тако чак и вазалске обсвезе витезова у добром дијелу, умјесто војном службом, исплаћивале у облику новчане ренте. Све више однос господара и кмета постаје однос земљопосједника и закупца.
Владавине Ричарда Лављег Срца и Јована Без Земље (1189—1216) који су водили многе ратове за своје насљедне феуде у Француској земљу су исцрпили, а и груби начин владавине Јована Без Земље потакли су енглеско племство на устанак на крају којег је Јован био присиљен склопивши Велику повељу слобода, прихватити услове који су ограничавали његову моћ, давали одређене повластице племству, а слободни људи су добили одређена јамства против самовољних краљевских поступака. Велика повеља слободе се сматра првим писаним уставним законом Енглеске (и уопшзе првим писаним уставним актом у свијету) поготово што су устанак племства и склапање Повеље подржали и други слојеви народа. Такође се сматра документом који јамчи грађанска права и владавину закона.
Нови подстицај развоју парламентаризма у Енглеској дао је устанак племства против краља Хенрија III који је био резултат неприхваћања Оксфордских и Вестминстерских одредби којима је високо племство настојало додатно контролисати краља. Парламент се додатно развијао током владавине Едварда I који је био пуно опрезнији владар. Током његове владавине освојен је Велс 1284. године.
14. век у историје Енглеске остат ће највише упамћено по два догађаја, почетку Стогодишњег рата и појави куге.
Наиме, у Француској је изумрла директна линија династије Капет па је Едвард III 1337. тражио за себе француску круну јер му је мајка Изабела била из куће Капе. Едвард је поносно затражио француску круну изазивајући „Филипа де Валоаа који је себе називао француским краљем“, и заплео се у рат који ће касније добити назив Стогодишњи рат. У почетку рата Едвард III је побједама код Слија 1340, Кресија 1346, заузећем Калеа, те освајањем великог дијела западне Француске постигао успјехе, али године 1360. споразумом из Бретање морао се одрећи својих претензија у Француској, а примирјем године 1375. изгубио је све посједе у Француској осим Калеа, Бордоа, Бајона и Бреста. Рат се слиједећих деценија наставио са промјењивом срећом.
Црна смрт (куга) стигла је у јужну Енглеску године 1348. највјеројатније бродовима из континенталне Европе. Слиједило је неколико епидемија и то 1361, 1369. и 1374. године. Учинак куге на становништво био је разарајући: у само једном нараштају умрла је најмање једна трећина ако не и половина становништва. Пошаст куге донијела је катастрофу големих размјера која се одразила на функционисање цјелокупног енглеског друштва кроз дуже вријеме.
Између 1415. и 1420. године краљ Хенри V. постигао је у Стогодишњем рату велике војне побједе у Француској и са војском дошао пред зидине Париза. Након вишемјесечних преговора, 1420. године, постигнут је споразум из Троа према којем је Хенри V оженио кћер француског краља Шарла VI Катарину од Валоа и постао насљедник француске круне. Хенри V је тим споразумом постао први енглески краљ који је и фактички и правно, својим правом на насљедство француске круне, ујединио француску и енглеску круну.
Током владавине његовог неспособног сина Хенрија VI под чијом круном су биле правно, не и фактички, уједињене Француска и Енглеска, анулирана су сва постигнућа његова оца у Француској, фактички је завршио Стогодишњи рат поразом Енглеске и у земљи је завладао хаос и грађански рат назван Ратовима двеју ружа вођен између два породична кланова и претендената на енглеско пријестоље, клана Јорк (Бијела ружа) и клана Ланкастер (Црвена ружа) који се одвијао у раздобљу између 1461. до доласка на власт династије Тјудор 1485. у бици код Босворта на челу са краљем Хенријем VII. Битка код Босворта сматра се прекретницом у енглеској историји и крајем средњег вијека у Енглеској.

### Нови век
Ново раздобље почело је владавином Хенрија VIII који је раскинуо везе Католичке цркве у Енглеској са Римом и папом и основао Англиканску цркву, која је доласком на власт његова сина Едварда VI потпуно преусмјерена ка протестантизму што је имало не само вјерске него и политичке конзеквенце на положај Енглеске у окружју и спољнополитичком усмјерењу. Наиме, велики утицај на младог Едварда VI имао је Томас Кранмер, надбискуп кантерберијски који је био вјерски и политички усмјерен ка протестантизму и који је утицао да се многи католички вјерски обичаји почну замјењивати протестантским. Књига обичних молитви, а касније Акт о униформности у политички и вјерски живот Енглеске почели су уводити протестантске обичаје што је утицало на антагонизирање католика и протестаната, те до устанака у појединим дијеловима Енглеске, која је тада још увијек била претежно католичка, а који устанци су крваво угушени тако да су поједина подручја Енглеске опустошена и лишена мушког становништва услијед масовних ликвидација.

## Политика
Седиште Владе Уједињеног Краљевства као и краљевске породице је у главном граду Лондону. За разлику од Шкотске, Велса или Северне Ирске нема ни свој парламент ни своју владу. Њихову улогу су преузели Парламент и Влада Уједињеног Краљевства. При томе је уобичајено, да о питањима која се тичу искључиво Енглеске, заступници других делова земље у Парламенту не гласају. Међутим, планира се подела Енглеске на више административних подручја са личном управом (Деволуција).

## Хералдика
Енглеска застава, позната и као Крст светог Ђорђа (енгл. Georgea), је црвени крст на белој подлози и Грб Енглеске, три лава на златној подлози.
Други хералдички симболи су Тјудорска ружа и Три лава

## Управна подела
39 историјских грофовија (енгл. Counties)
Тих 39 историјских грофовија постоје од касног средњег века. Од половине 20. века су грофовије у својој улози као управна подручја више пута поново организовани, али у свести становништва и даље постоје као историјске грофовије. Већи градови и даље су били делови грофовија.
Савремена управна подела
Током 20. века управна подела је деломично прилагођена новонасталим великим градским агломерацијама. На тај начин су промењене и границе наведених 39 историјских односно традиционалних грофовија. Тако је, на пример, 1965. установљено управно подручје Шири Лондон. Године 1974. установљено је 6 градских грофовија (Metropolitan Counties) као и остале грофовије (Non-Metropolitan Counties), међу њима и неколико мањих грофовија као Ејвон, Хамберсајд и Кливленд, које су 1990-их делом распуштене (рецимо Ратланд и Вестморланд). Грофовије се деле на округе (дистрикти) који би се по свом делокругу власти могли упоредити са нашим градским управама. Ти дистрикти се састоје од неколико градова и насеља који немају сопствену управу. Ту је реч о „двостепеном управном систему“ (1. степен грофовија; 2. степен округ или дистрикт). Године 1986. распуштени су савети грофовија као и градске грофовије. Њихови задаци су пренети на градске дистрикте (Metropolitan districts) тако да су они обављали све послове и грофовија и дистрикта („једностепена управа“). Њихова улога могла би се описати као „јединствена власт“. Ипак, и даље је задржан појам 6 градских грофовија, али односи се још само на географски положај и служи за потребе статистике. Бројни Non-Metropolitan Districts су средином 1990-их као „јединствена власт“ издвојени из грофовија. Од тада обављају и управне послове грофовија па су тиме упоредиви са Metropolitan districts.

## Велики градови
Енглески језик разликује појмове City од Town, што би се код нас обоје превело само са град. Право да се место назове City произлази из краљевске повеље о таквом именовању (Royal charter). При томе је као оријентација служио податак, да ли насеље има катедралу. Док, на пример, мали Херефорд са непуних 60.000 становника има назив City, Стокпорт са својих 285.000 становника је Town.
Списак „великих градова Енглеске“ садржи и тзв. "Metropolitain Boroughs". Неки од тих управних средишта састоје се од више градова (Town или City). Ти "Metropolitain Boroughs" су једностепенске управне јединице.
Највеће градске управне јединице у Енглеској са више од 200.000 становника (подаци из 2001, исказано у хиљадама) су:
| - Лондон (7 172) - Бирмингем (977) - Лидс (715) - Шефилд (513) - Бредфорд (468) - Ливерпул (439) - Манчестер (393) - Кирклис (389) - Бристол (381) - Вејкфилд (315) - Вирал (312) - Дадли (305) - Виган (301) - Ковентри (301) - Донкастер (287) |  | - Стокпорт (285) - Сефтон (283) - Сендвел (283) - Сандерленд (281) - Лестер (279) - Нотингем (266) - Болтон (261) - Њукасл (260) - Велсал (253) - Ротерам (248) - Кингстон (244) - Стоук (241) - Плимут (240) - Вулверхемптон (237) - Дарби (222) |  | - Барнсли (218) - Саутхемптон (217) - Олдам (217) - Солфорд (216) - Тејмсајд (213) - Трафорд (210) - Милтон Кејнес (210) - Рочдал (205) - Солихул (200) |

## Спорт
Енглези су измислили најпопуларније светске спортове: фудбал, хокеј, бокс, рагби, крикет, тенис, голф... Фудбал је убедљиво најпопуларнији спорт у Енглеској. Енглеска је била првак света у фудбалу 1966. године. Енглеска Премијер лига је најквалитетнија фудбалска лига на свету. Фудбалски клуб Шефилд је најстарији фудбалски клуб на свету; основан је давне 1857. године. У северном делу Енглеске популаран је рагби 13, а у јужном делу Енглеске заступљен је рагби 15. Енглеска је била првак света у рагбију 2003. године. Вимблдон је најпрестижнији тениски турнир на свету. Популарни спортови у Енглеској су и снукер, јахање коња, веслање, пикадо.

### Цитирана библиографија
- Forbes, John (1848). The Principles of Gaelic Grammar. Edinburgh: Oliver, Boyd and Tweeddale.
- Crystal, David (2004). The Stories of English. The Overlook Press. ISBN 978-1-58567-601-9.
- Massey, Gerald (2007). A Book of the Beginnings, Vol.1. Cosimo. ISBN 978-1-60206-829-2.
- Room, Adrian (2006). Placenames of the World. McFarland. ISBN 978-0-7864-2248-7.
- Foster, Damon (1988). A Blake dictionary. UPNE. ISBN 978-0-87451-436-0.